# Technische Universität Koszalin

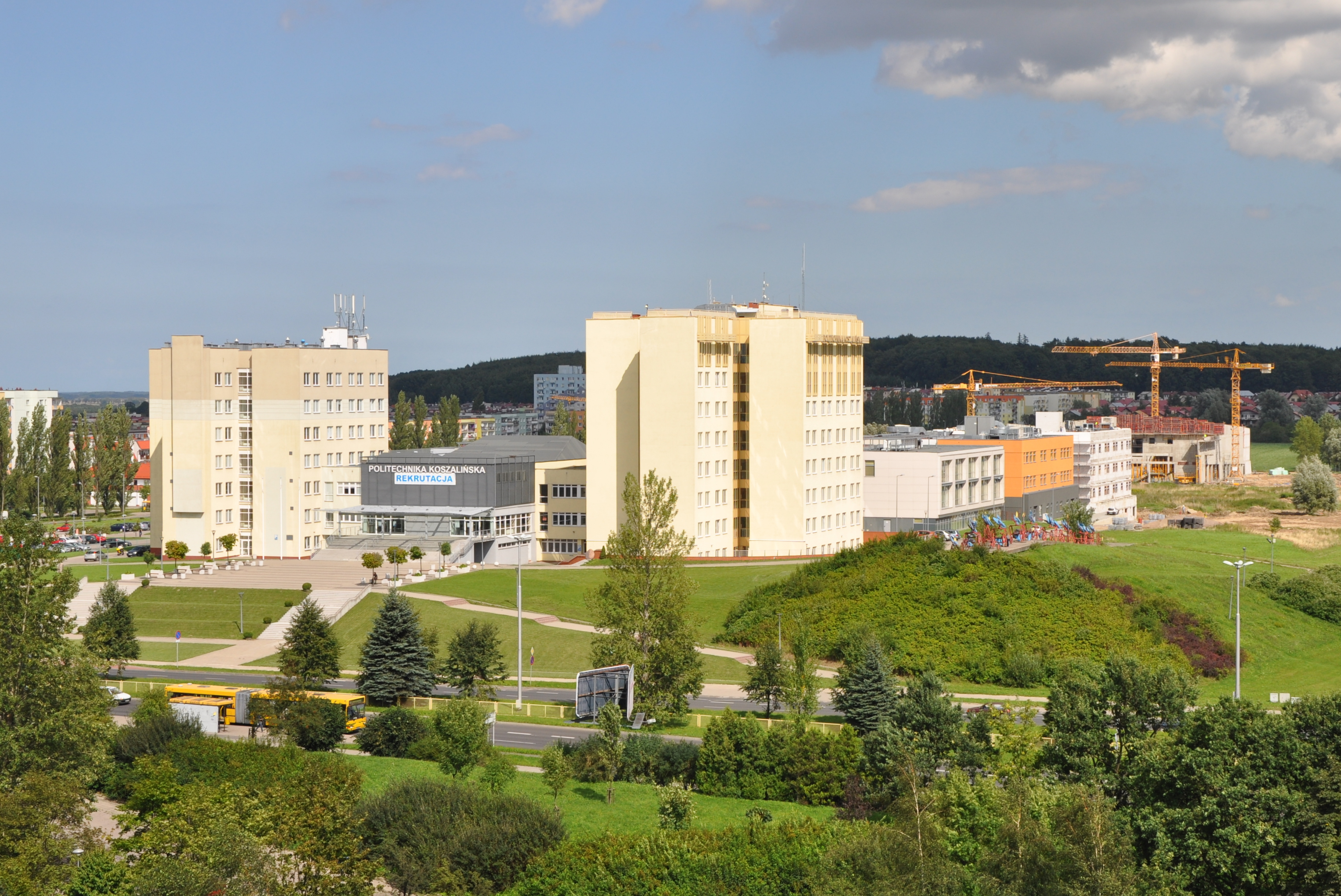
Technische Universität Koszalin (August 2010)

Die Technische Universität Koszalin (polnisch: Politechnika Koszalińska) ist eine Technische Universität in Koszalin, Polen.
1968 wurde die Fachhochschule Wyższa Szkoła Inżynierska w Koszalinie gegründet und im Jahre 1996 in eine Technische Universität umgewandelt. Die TU Koszalin hatte im Wintersemester 2018/19 insgesamt über 4500 Studierende, im Wintersemester 2023/24 insgesamt über 3000 Studierende.